# مسجد عبد الهادي السودي
مسجد عبد الهادي السودي هو مسجد تاريخي مدمّر كان يقع في مدينة تعز جنوب غربي اليمن. يحمل المسجد اسم عبد الهادي السودي، وهو عالم مسلم وشاعر دُفن فيه مع بعض أفراد عائلته. تم تدمير المسجد عام 2016 على يد مسلحين إسلاميين يُعتقد أنهم ينتمون إلى تنظيم القاعدة.

## تاريخه
تم بناء المسجد لأول مرة خلال السنوات الأخيرة من حكم الدولة الطاهرية، وأُعيد ترميمه خلال فترة حكم الدولة العثمانية على اليمن. لم يقتصر دوره على كونه مكانًا للصلاة، بل كان أيضًا مقرًا للتجمعات الصوفية. دُفن العالم والشاعر الشهير عبد الهادي السودي في غرفة داخل المسجد تُعرف باسم قبة عبد الهادي السودي.

## العمارة
كان المسجد يتكون من طابق واحد فقط، يضم ساحة وغرفة مخصصة لاجتماعات الصوفيين. كان المبنى مغطى بقبة بيضاء كبيرة تُعد واحدة من أكبر القباب في اليمن قبل تدميرها في عام 2016. كانت الغرفة المعروفة بـقبة عبد الهادي السودي تحتوي على الضريح الذي دُفن فيه عبد الهادي السودي وبعض الأولياء الصوفيين الآخرين. كما يوجد خلف المسجد مقبرة لا تزال قيد الاستخدام منذ عام 2016.

## التخريب

### التخريب في عام 2015
في سبتمبر 2015، تعرض مسجد عبد الهادي السودي للتخريب والنهب من قبل مسلحين إسلاميين. وورد أنهم سرقوا الأثاث والخزفيات وبعض العناصر الزخرفية من المسجد. كما ورد أن رفات الأولياء الصوفيين، بما في ذلك عبد الهادي السودي، قد نُبشت من قبورها.

### التدمير في عام 2016
تم تدمير مسجد عبد الهادي السودي بالكامل في عام 2016، عندما زرع مسلحون إسلاميون عبوات ناسفة داخله وقاموا بتفجيرها، مما أدى إلى تدمير المسجد والمقام تمامًا. ووفقًا لبعض التقارير، كان المسلحون ينتمون إلى تنظيم القاعدة بينما زعمت تقارير أخرى أن العملية تمت بدعم من تنظيم الدولة الإسلامية (داعش). وأفادت العربية أن زعيمًا سلفيًا يُدعى أبو العباس قاد المسلحين إلى المسجد ليلًا، حيث قاموا بوضع المتفجرات داخل المبنى. واعتبارًا من عام 2020، لا يزال الموقع في حالة خراب ولم يُعاد بناؤه بعد. كما تؤكد صور الأقمار الصناعية من خرائط جوجل هذه المعلومات.